# أمر بتنظيم عملية انتخابية
أمر بتنظيم عملية انتخابية (بالإنجليزية: writ of election) هو أمر تصدره الحكومة لإجراء انتخابات. وفي دول الكومنولث، عادة ما تكون أوامر تنظيم الانتخابات هي الآلية المعتادة التي يتم من خلالها الدعوة لإجراء الانتخابات. وفي الولايات المتحدة، يتم استخدامها بشكل أكثر شيوعًا للدعوة لإجراء انتخابات خاصة بمنصب سياسي.

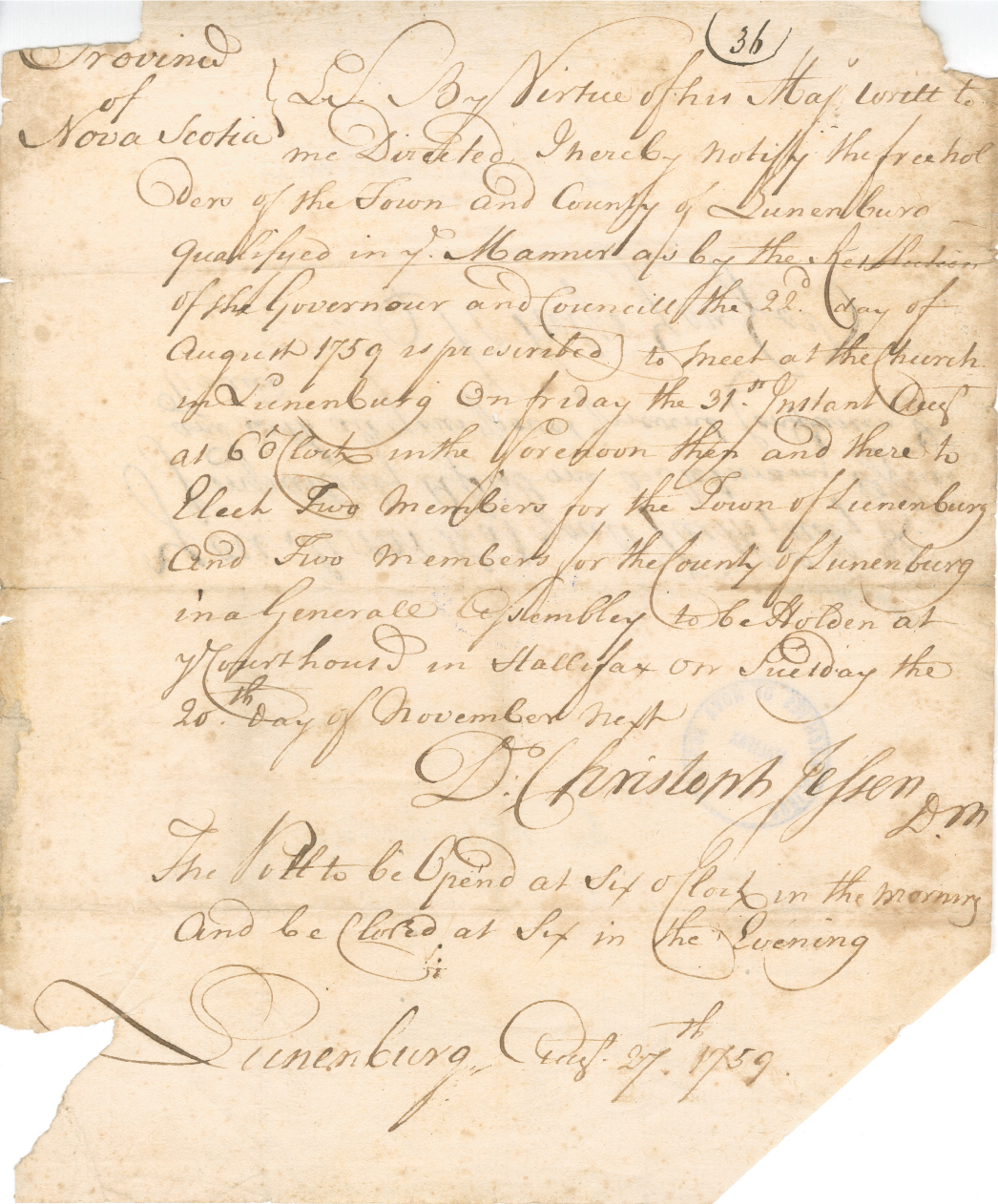
أمر تنظيم انتخابات صادر عن قائد الشرطة العسكرية للملاك الأحرار في ونينبورج، نوفا سكوتيا عام 1759

## دول الكومنولث
في المملكة المتحدة وفي كندا، يُعد هذا الأمر هو الوسيلة الوحيدة لإجراء انتخابات مجلس العموم. فعندما تريد الحكومة أو يتعين عليها حل البرلمان، يتم إصدار أمر بتنظيم انتخابات لكل دائرة انتخابية في المملكة المتحدة من قِبل كاتب العائلة المالكة في المحكمة العليا، أو لكل دائرة انتخابية في كندا من قِبل كبير مسؤولي الانتخابات.
في أستراليا، يتم استخدام أوامر تنظيم الانتخابات من قِبل الحاكم العام لإجراء انتخابات مجلس النواب ومن قِبل محافظي الولايات بشأن إجراء انتخابات مجلس الشيوخ. كما يصدر محافظو الولايات أيضًا أوامر بتنظيم الانتخابات في المجالس التشريعية للولايات والأقاليم. ويتم إصدار الأوامر بتنظيم انتخابات إلى مسؤول الشؤون الانتخابية ذي الصلة أو رئيس مكتب التصويت، حسب الحالة، والذي يتعين عليه إعادة الأوامر بعد إجراء الانتخابات خلال فترة محددة

## الولايات المتحدة
في الولايات المتحدة، يتم إصدار هذا الأمر بشكل أساسي من قِبل حاكمي الولايات] لملء الشواغر في مجلس النواب الأمريكي أو مجلس الشيوخ الأمريكي أو الهيئات التشريعية.

## مقالات ذات صلة
- هيئة انتخابية
- تقديرات إحصائية لنتائج الانتخابات
- مسح ما قبل اقتراع الناخبين
- اتفاقية الشروط الانتخابية
- حركة عالمية من أجل الديمقراطية